# Catherine Visconti (1342-1382)
Pour les articles homonymes, voir Visconti et Catherine Visconti.
Pour les autres membres des familles, voir Famille Visconti et Maison Gonzague.
Catherine Visconti, née en 1342 et morte en 1382, était une noble italienne, fille de Mathieu II Visconti (1319-1355), seigneur de Milan et de Gigliola de Mantoue (NC-1354), elle-même fille de Filippino de Mantoue et petite-fille de Louis Ier, seigneur de Mantoue, chef de lignée de la famille Gonzague.
À peine née, elle est promise à Berthold Ier d'Este, seigneur de Ferrare, qui meurt l'année suivante (1343).
En 1358, elle épouse Ugolino de Mantoue (NC-1362), un cousin de sa mère, petit-fils de Louis Ier de Mantoue et sans doute du même âge que Catherine. Ils ont un fils, Barnabé, mais cette union est de courte durée car, le 14 octobre 1362, Ugolino est assassiné.
Le troisième mariage, dont la date ne nous est pas connue, avec le seigneur de Novellara, Feltrino de Novellara, également de la famille Gonzague (un frère de son grand-père, Filippino) ne durera guère car, en 1374, Caterina sera veuve.
Elle meurt en 1382.